# امرثاة

تعديل مصدري - تعديل

امرثاة هي إحدى قرى عزلة جيشان بمديرية جيشان التابعة لمحافظة أبين، بلغ تعداد سكانها 204 نسمة حسب تعداد اليمن لعام 2004.